# ジャパッシュ
『ジャパッシュ』は、望月三起也による日本の漫画。『週刊少年ジャンプ』（集英社）において、1971年20号から44号まで連載された。

## 概要
美貌とアジテーションの才能を併せ持つ主人公・日向光が私的な軍隊組織を結成し、その魅力で民衆の心を掴み政権奪取に乗り出すストーリーである。当初の構想では、裏主人公の石狩による復讐劇をメインとする展開であったが「悪の主人公」としての光の存在が大きくなり過ぎたことで復讐劇が話中に占めるウェイトが小さくなってしまったため、読者の人気は高かったものの作者の意志により打ち切りを決断した。
表題の「ジャパッシュ」は「日本」（Japan）とフランス語で「不良」「ならず者」を意味する「アパッシュ」（apache）を組み合わせた造語である。

## ストーリー
20世紀初頭、メキシコでマヤ文明の遺跡を調査していた日本人考古学者が奇妙な石碑を発見する。その石碑にはアレクサンダー・アッチラ・ジンギスカン・ナポレオン・ヒットラー・ジャパッシュと言う名前とその生没年と思われる年が刻まれていた。考古学者はこの石碑の記述を後世に世界征服を企む者たちの名前であるとの仮説を提唱するが、この説は一笑に付されやがて忘れ去られることになった。ところが、1937年にヒットラー率いるナチス・ドイツのポーランド侵攻が起こり1945年のベルリン陥落で石碑に刻まれた第5の征服者はそこに刻まれた没年通りに生涯を閉じた。預言に残るのはあと1人、1956年12月8日に生まれ没年の箇所は読み取れない「ジャパッシュ」1人。果たして「ジャパッシュ」は預言通りに現れるのか――。

## 登場人物
日向 光（ひゅうが ひかる）
主人公。1956年12月8日、八百屋の息子として生まれるが出生時より禍々しい目つきをしていたことから助産婦は事故に見せかけてたらいに沈め、溺死させようとする。ところが、その行動を察知していたかのように電気スタンドのコードを引っ張って水の張ったたらいに落とし、助産婦を感電死させて返り討ちに遭わせる。
小学校に入り、友人宅へ遊びに行くがその友人の祖父はマヤの遺跡で石碑を発見した考古学者であった。光が1956年12月8日生まれであることを知った考古学者は衝動的に光の首を絞める。しかし、この際も考古学者を返り討ちに遭わせ光は家に火を放つ。そして、何食わぬ顔で友人を釣りに誘った。
松森中学に進学した後、学業もスポーツも芳しくないながらもその美貌と悪魔的なアジテーション能力で信奉者を増やす。そして、子分にした男子生徒を組織して「健全な肉体づくり」を名目に港湾運送業へ従事させ不沈海運の経営に対する発言権を拡大。同社に北海道と本州を結ぶ定期船航路を就航させて莫大な利益を上げる一方で子分たちを結集して青年団・ジャパッシュを組織し、その団長となる。
不沈海運を通じて北海道の経済界に絶大な影響力を行使する立場となった光は知事選挙で不沈海運社長の榊原を当選させ、地方政界に足掛かりを得る。そのルートを通じて旭川の陸上自衛隊北部方面隊の機密情報を入手し、過激派「黒い手」に扮したジャパッシュ「影」の部隊に武器庫を襲撃させて攪乱。自衛隊の決起クーデターを巧みに誘導した後に不発に追い込む事で、ジャパッシュに対する国民の支持を拡大したことを足掛かりに私設警察組織としての警察権獲得に成功。陸上自衛隊による北海道封鎖・独立計画を阻止し1976年に国民投票で圧倒的信任を受け日本の終身独裁者に登り詰める。
その風貌は、ピーターをモデルにしたとされる。
石狩 五郎（いしかり ごろう）
裏主人公。火事の際に祖父を助け出そうとして火傷を負い、生々しい手術の痕跡が顔に残っている。かつてマヤの石碑を発見した考古学者の孫で、光と小学校の級友であったが燃え盛る家の中で祖父の遺言を聞き、長野県の親戚筋に身を寄せる。
祖父の命を奪い、自分の顔に生涯消えない傷を負わせながら証拠不十分で罪を問われなかった光に対する復讐の念を常に持ち続けており、松森中学に転校した後も事ある毎に光への復讐を試みるが逆に見知らぬ男性の飼い犬を殺害した濡れ衣を着せられて少年院へ送られる。
少年院を出所後、公安警察の内偵を請け負い北海道へ渡るが「黒い手」ことジャパッシュ「影」の部隊に自衛隊の機密情報を流した榊原知事の娘ら3人の口封じを阻止することに失敗。ジャパッシュへの警察権限付与に反対する議員グループを飛行機事故に見せかけて殺害する計画を察知し、光らが搭乗する直近の便に爆弾を仕掛けるがこの計画も失敗に終わる。そして、光が日本の終身独裁者となり米国のマイノリティに対する資金援助を通じて内戦を誘発した後もジャパッシュの自作自演を細々と訴え続ける。
マリ
五郎の恋人。視力を失っており、何度も手術を受けているが成功には至っていない。最終盤で光の手により五郎と共に荒野へ置き去りにされるが、視力を失っているが故に光がこれまで数多くの異性を虜にして来たその美貌が通じないことが、光にとっては命取りとなった。
預言者（よげんしゃ）
マヤ文明の滅亡後も数千年の時間を生き長らえている預言者。話の本筋に直接は絡んで来ないが、世界征服を成し遂げる独裁者の出現を預言し、光とジャパッシュの行く末を見守り続けている。

## 単行本
1972年に若木書房より「望月三起也ビッグアクションシリーズ」の一編として単行本が発売され、以後も複数の出版社より新装版が刊行された。
双葉社・パワァコミックス
1977年刊、全3巻。3巻には読み切り「風」「続・風」「ひまわりっ子」を掲載。
大都社・STAR COMICS
1984年刊、全2巻。
銀河出版・Comix & culture collection
1999年2月刊、全1巻。 ISBN 487777002X
ぶんか社コミック文庫
- 2008年12月1日初版 ISBN 9784821187089